# Cycas arnhemica
Cycas arnhemica — вид голонасінних рослин класу саговникоподібні (Cycadopsida).
Етимологія: від його зростання в центрі Арнем-Ленду.

## Опис
Стебла деревовиді, до 1,5(2,5) м заввишки, 12–20 см в діаметрі у вузькому місці. Листки від яскраво-зеленого до темно-зеленого кольору, напівглянсові, довжиною 70–160 см. Пилкові шишки вузько-яйцевиді, помаранчеві, довжиною 18–36 см, 6.5–12 см у діаметрі. Мегаспорофіли 15–24 см завдовжки, сіро-повстяні і коричнево-повстяні. Насіння плоске, яйцевиде, 28–32 мм завдовжки, 25–29 мм завширшки; саркотеста помаранчево-коричнева, не вкрита нальотом або злегка вкрита нальотом, товщиною 1,5–3 мм.

## Поширення, екологія
Країни поширення: Австралія (Північна територія). Цей вид зустрічається на глибоких пісках в савановому лісі, у високому лісі з трав'янистим підліском і на старих стабілізованих пляжних дюнах.

## Загрози та охорона
Збільшення щорічних пожеж трави може бути загрозою.

## Систематика
В деяких джерелах розглядається як синонім Cycas angulata R.Br.